# Dendrobium fuliginosum
Dendrobium fuliginosum är en orkidéart som först beskrevs av Mark Alwin Clements och David Lloyd Jones, och fick sitt nu gällande namn av Peter Francis Hunt. Dendrobium fuliginosum ingår i släktet Dendrobium, och familjen orkidéer.
Artens utbredningsområde är Papua Nya Guinea. Inga underarter finns listade i Catalogue of Life.